# 10 de octubre
El 10 de octubre es el 283.º (ducentésimo octogésimo tercer) día del año —el 284.º (ducentésimo octogésimo cuarto) en los años bisiestos— en el calendario gregoriano. Quedan 82 días para finalizar el año.

## Acontecimientos
- 680: en la batalla de Karbala, el imán chií Husayn ibn Ali (nieto del profeta Mahoma) es decapitado por las fuerzas del califa Yazid I. Los chiíes conmemoran este día como Aashurah.
- 732: en la batalla de Poitiers, cerca de Poitiers (Francia), los francos –mandados por Carlos Martel– derrotan al ejército musulmán, con lo que detienen el avance de estos a Europa. Muere en la batalla el gobernador de Córdoba, Abdul Rahman Al Ghafiqi.
- 1361: en el castillo de Windsor (Inglaterra) Eduardo, el Príncipe Negro, se casa con Juana de Kent.
- 1471: en Estocolmo se libra la batalla de Brunkeberg, en que Sten Sture el Viejo, regente de Suecia, apoyado por granjeros y mineros, rechaza el ataque de Cristián I de Dinamarca.
- 1575: en la batalla de Dormans, las fuerzas católicas vencen a las fuerzas protestantes (dirigidas por Enrique I de Guisa) y capturan a Felipe de Mornay.
- 1631: el ejército sajón captura Praga.
- 1780: en las Antillas (mar Caribe) comienza el Gran Huracán de 1780, el primer huracán con mayor número de víctimas mortales de los que se tienen datos (22 000 muertes directas, 27 000 muertes totales). Durará hasta el 16 de octubre.
- 1798: los británicos ocupan la isla de Menorca.
- 1824: en México, Guadalupe Victoria juramenta su cargo como primer presidente de la República Mexicana.
- 1811: en Uruguay, José Gervasio Artigas es nombrado líder del pueblo oriental después de que el gobierno de Buenos Aires firmara el armisticio con Montevideo.
- 1840: en el Reino Unido se emite el primer sello de correos.
- 1845: en Annapolis, la Academia Naval de los Estados Unidos abre con 50 alumnos.
- 1856: en Madrid (España) se inaugura el Teatro de la Zarzuela.
- 1868: en Cuba, Carlos Manuel de Céspedes, un rico terrateniente, inicia la Guerra de los Diez Años contra las autoridades españolas.
- 1903: en el Reino Unido se fundó la Unión Social y Política de las Mujeres la principal organización sufragista en este país liderada por Emmeline Pankhurst.
- 1911: en China, el emperador chino Puyi abdica, por lo que la dinastía Manchú pierde el poder y se produce la Revolución de Xinhai, que dará nacimiento a la República China (1912-1949).
- 1913: el presidente Woodrow Wilson preside la voladura del Dique de Gamboa, lo que supone el final de la construcción del Canal de Panamá.
- 1914: inicio de la batalla de La Bassée, entre tropas anglo-francesas y alemanas en el marco de la Carrera al mar.
- 1914: en Rumania, Fernando I es coronado rey.
- 1919: en Viena, Richard Strauss estrena su ópera Die Frau ohne Schatten (La mujer sin sombra).
- 1920: en la región de Carintia, sus habitantes –según un plebiscito– determinan formar parte de Austria.
- 1927: Se inaugura en Córdoba, Argentina, la Fábrica Militar de Aviones (FMA), actual Fábrica Argentina de Aviones «Brigadier San Martín» S.A.
- 1933: se produce el primer sabotaje aéreo de la historia: un Boeing 247 de United Airlines es destruido en pleno vuelo.
- 1933: se estrena el filme Jinetes del destino, primera de las películas protagonizadas por John Wayne para Lone Star Productions.
- 1935: en Grecia, un golpe de Estado termina con la Segunda República helénica.
- 1935:en Broadway se estrena la ópera de jazz Porgy & Bess, de George Gershwin, estreno absoluto el 30 de septiembre anterior en Boston.
- 1938: el pacto de Múnich cede los Sudetes a la Alemania nazi.
- 1941: en el marco de la Operación Barbarroja, Walter von Reichenau, comandante del 6.º Ejército alemán. emite la notoria Orden de la Severidad que animaba a los soldados alemanes a asesinar a civiles judíos en el Frente Oriental.
- 1941: en el marco de la Operación Tifón, también llamada Batalla de Moscú, tropas alemanas ponen cerco en Vyazma a 660.000 soldados del Ejército Rojo.
- 1943: en el marco de la Segunda Guerra Mundial, la ciudad alemana de Münster es bombardeada produciendo la muerte de 473 civiles y 200 soldados.[1]
- 1944: en el campo de concentración de Auschwitz (Polonia), en el marco del holocausto judío, los nazis asesinan a 800 niños gitanos.
- 1947: cerca de la población argentina de Las Lomitas (en la actual provincia de Formosa) comienza la masacre de Rincón Bomba: más de mil indígenas pilagás son ametrallados por la gendarmería. En los próximos días serán perseguidos y asesinados los sobrevivientes.
- 1953: en Venezuela se celebra el Día del Oftalmólogo decretado en honor a la creación de la Sociedad Venezolana de Oftalmología. También el 10 de octubre se celebra la conmemoración a Santa Lucía Patrona de los invidentes.
- 1954: en Tegucigalpa se funda el Partido Comunista de Honduras.
- 1957: en los Estados Unidos se publica la primera edición de la novela La rebelión de Atlas de la novelista y filósofa Ayn Rand.
- 1958: sobre una torre de 30 metros de altura, en el área 7c del Sitio de pruebas atómicas de Nevada (a unos 100 km al noroeste de la ciudad de Las Vegas), a las 6:30 (hora local), Estados Unidos detona su bomba atómica Quay, de 0,079 kilotones. Es la bomba n.º 171 de las 1132 que Estados Unidos detonó entre 1945 y 1992.
- 1960: la Unión Soviética lanza la sonda Mars 1960A, pero su cohete lanzador falla a los pocos minutos, estrellándose contra la Tierra.
- 1961: a 255 metros bajo tierra, en el área U12n.20 del Sitio de pruebas atómicas de Nevada (a unos 100 km al noroeste de la ciudad de Las Vegas), a las 12:40 (hora local) Estados Unidos detona su bomba atómica Chena, de menos de 20 kilotones. Es la bomba n.º 200 de las 1132 que Estados Unidos detonó entre 1945 y 1992.
- 1962: en la frontera chino-india suceden graves enfrentamientos armados.
- 1963: Francia cede el control de la base naval de Bizerta a Túnez.
- 1964: en Tokio (Japón) se inauguran los Juegos Olímpicos de 1964.
- 1965: en el Sitio de pruebas atómicas de Nevada, Estados Unidos detona su bomba atómica n.º 389: Charcoal, de menos de 200 kilotones.
- 1968: a 195 metros bajo tierra, en el área U9cf del Sitio de pruebas atómicas de Nevada (a unos 100 km al noroeste de la ciudad de Las Vegas), a las 6:30 (hora local) Estados Unidos detona su bomba atómica Vat, de 1 kilotón. Es la bomba n.º 581 de las 1132 que Estados Unidos detonó entre 1945 y 1992.
- 1970: Fiyi se independizan del Imperio británico.
- 1970: en Montreal (Canadá), el grupo terrorista FLQ secuestra a Pierre Laporte, el vice primer ministro y ministro de Trabajo.
- 1974: en el Reino Unido se celebra la segunda ronda de las elecciones.
- 1979: en Japón se lanza al mercado el arcade Pac-Man de la compañía Namco.
- 1982: en Bolivia, Hernán Siles Zuazo se convierte en presidente, marcando el final de las dictaduras militares y el comienzo de la democracia en ese país.
- 1984: se realiza en Argentina el primer vuelo oficial del entrenador avanzado de reacción IA-63 Pampa (EX-01), en la Escuela de Aviación Militar, con la presencia del gobernador de Córdoba y de altas autoridades de la Fuerza Aérea. Tripulación: vicecomodoro Genaro Mario Sciola y mayor Horacio Armando Oréfice.
- 1984: en la localidad de The Dalles (estado de Oregón), miembros de la secta Rajneesh (del gurú Osho) dan por finalizado el atentado bioterrorista osho (envenenaron con la bacteria de la salmonella las barras de ensaladas de diez restaurantes locales). Se enfermaron 751 personas, pero ninguna falleció. Esto llevará al encarcelamiento de Osho.
- 1985: F-14 estadounidenses interceptan un avión egipcio secuestrado, obligándolo a aterrizar en la base siciliana de Sigonella.
- 1985: a 371 metros bajo tierra, en el área U12n.20 del Sitio de pruebas atómicas de Nevada (a unos 100 km al noroeste de la ciudad de Las Vegas), a las 12:40 (hora local) Estados Unidos detona su bomba atómica Mill Yard, de 0,075 kilotones. Es la bomba n.º 1035 de las 1132 que Estados Unidos detonó entre 1945 y 1992.
- 1986: en San Salvador, ciudad capital de El Salvador, un fuerte terremoto de 7,5 grados en la escala de Richter mata a 5,600 personas.
- 1987: Fiyi se convierte en república.
- 1990: el equipo de fútbol paraguayo Olimpia gana por segunda vez la Copa Libertadores de América.
- 1993: el papa Juan Pablo II beatifica a la madre Francisca Rubatto, primera beata uruguaya.
- 1994: En los Estados Unidos sale al mercado el microprocesador Pentium a 75 MHz.
- 1997: en Nuevo Berlín (Uruguay), un DC-9-32 de Austral Líneas Aéreas se estrella y explota, matando a 74 personas.
- 2006: en China se desbloquea el acceso a Wikipedia, tras un año de censura.
- 2006: en Palencia se inaugura el Nuevo Estadio Municipal La Balastera.
- 2006: en los Estados Unidos, la empresa Google compra el sitio de vídeos YouTube.
- 2007: en Colombia inicia operaciones EasyFly la primera aerolínea colombiana de bajo coste.
- 2009: en Haití se produce un accidente aéreo que cobra la vida de 11 cascos azules (6 uruguayos y 5 jordanos) durante la misión de paz en Haití.
- 2010: se disuelven las Antillas Neerlandesas y se constituyen Curazao y San Martín en países autónomos dentro del Reino de los Países Bajos.
- 2010: se estrena la serie de televisión My Little Pony: La Magia de la Amistad.
- 2012: se estrena la serie televisiva Arrow, la primera serie de superhéroes de la década de los 2010s y donde se dio el nacimiento del primer universo live-action de DC Comics: el Arrowverse.
- 2014: Malala Yousafzai y Kailash Satyarthi reciben el Premio Nobel de la Paz.
- 2015: se produce un atentado en Ankara, Turquía, en el que dos bombas estallan, matando a 109 personas e hiriendo a más 500.
- 2017: Panamá clasifica por primera vez a un mundial de fútbol: Rusia 2018.
- 2017: Chile, el bicampeón de la Copa América, queda eliminado del mundial de fútbol Rusia 2018, tras perder 3 a 0 contra Brasil
- 2017: Países Bajos, a pesar de haber ganado 2 a 0 a Suecia, no clasificó al mundial Rusia 2018.
- 2017: Estados Unidos, el campeón de la Copa Oro, tras perder 1 a 2 ante Trinidad y Tobago, no clasifica a Rusia 2018.
- 2018: en Estados Unidos, el huracán Michael de la temporada de ciclones tropicales en el Atlántico se fortaleció como un huracán categoría 4 y tocó tierra en el estado de Florida dejando un total de 57 muertos y daños millonarias de $25 000 millones.
- 2024: la mayor estrella del deporte español, Rafael Nadal, anuncia que se retira del tenis profesional.

## Nacimientos
- 1332: Carlos II de Navarra, rey de Navarra y conde de Évreux (f. 1378).
- 1465: Selim I, sultán otomano (f. 1520).
- 1486: Carlos III de Saboya, aristócrata saboyano (f. 1553).
- 1656: Nicolas de Largillière, pintor y académico francés (f. 1746).
- 1660: Daniel Defoe, escritor inglés.
- 1678: John Campbell, aristócrata y soldado escocés (f. 1743).
- 1684: Antoine Watteau, pintor francés (f. 1721).
- 1700: Lambert Sigisbert Adam, escultor francés (f. 1759).
- 1731: Henry Cavendish, científico británico (f. 1810).
- 1738: Benjamin West, pintor estadounidense (f. 1820).
- 1749: Martin Vahl, botánico noruego (f. 1804).
- 1780: John Abercrombie, médico escocés (f. 1844).[2]
- 1813: Giuseppe Verdi, compositor italiano (f. 1901).
- 1819: Heinrich Joseph Dominicus Denzinger, teólogo alemán (f. 1883).
- 1825: Paul Kruger, presidente de Transvaal (f. 1904).
- 1830: Isabel II, reina española (f. 1904).
- 1832: Álvaro Dávila Pérez, aristócrata español (f. 1887).
- 1833: José Francisco Vergara, político y militar chileno, fundador de la ciudad de Viña del Mar (f. 1889).
- 1834: Aleksis Kivi, escritor finés (f. 1872).
- 1837: Robert Gould Shaw, militar estadounidense (f. 1863).
- 1839: Francisco Giner de los Ríos, filósofo y pedagogo español (f. 1915).
- 1843: Nataniel Aguirre, escritor boliviano (f. 1888).
- 1858: Maurice Prendergast, pintor estadounidense (f. 1924).
- 1860: Joan Maragall, poeta español (f. 1911).
- 1861: Claudio Williman, presidente uruguayo (f. 1934).
- 1861: Fridtjof Nansen, explorador y político noruego, premio nobel de la paz en 1922 (f. 1930).
- 1863: Helen Dunbar, actriz estadounidense (f. 1933).[3]
- 1870: Iván Alekseyevich Bunin, escritor ruso, premio nobel de literatura (f. 1953).
- 1884: Tomás Morales Castellano, poeta español (f. 1921).
- 1885: José Alvalade, fundador del Sporting de Portugal (f. 1918).
- 1895: Fridolf Rhudin, actor sueco (f. 1935).
- 1895: Sridhar Goswami, gurú indio (f. 1988).
- 1895: Wolfram von Richthofen, general alemán (f. 1945).
- 1896: Lester Germer, físico estadounidense (f. 1971).
- 1900: Helen Hayes, actriz estadounidense (f. 1993).
- 1901: Alberto Giacometti, escultor y pintor suizo (f. 1966).
- 1903: Vernon Duke, compositor estadounidense (f. 1969).
- 1905: Elizabeth Green, artista de circo (f. 2001).
- 1906: Paul Creston, compositor estadounidense (f. 1985).
- 1906: Fei Mu, cineasta chino (f. 1951).
- 1908: Johnny Green, compositor estadounidense (f. 1989).
- 1908: Mercè Rodoreda, escritora barcelonesa en lengua catalana (f. 1983).
- 1910: Gilberto Alzate Avendaño, político colombiano (f. 1960).
- 1910: Ramón Gaya, pintor y escritor español (f. 2005).
- 1911ː Clare Hollingworth, periodista y corresponsal de guerra británica (f. 2017)
- 1912: Juan Ingallinella, médico comunista argentino; asesinado (f. 1955).
- 1912: Arturo Godoy, boxeador chileno (f. 1986).
- 1912: Julio Saraceni, cineasta argentino (f. 1998).
- 1913: Claude Simon, escritor francés, premio nobel de literatura en 1985 (f. 2005).
- 1913: Joe Simon, historietista estadounidense (f. 2011).
- 1914: Antonio W. Goldbrunner, meteorólogo venezolano de origen alemán (f. 2005).
- 1917: Thelonious Monk, pianista estadounidense de jazz (f. 1982).
- 1918: Yigal Alón, político israelí (f. 1980).
- 1919: José Luis Hidalgo, poeta español (f. 1947).
- 1919: Kim Ki-young, cineasta surcoreano (f. 1998)
- 1920: Gail Halvorsen, oficial militar estadounidense (f. 2022).
- 1924: Ed Wood, cineasta estadounidense (f. 1978).
- 1924: James Clavell, autor australiano (f. 1994).
- 1927: Dana Elcar, actor estadounidense (f. 2005).
- 1927: Manuel Hernández Mompó, pintor español (f. 1992).
- 1930: Yves Chauvin, químico francés, premio nobel de química en 2005 (f. 2015).
- 1930: Harold Pinter, escritor británico, premio nobel de literatura en 2005 (f. 2008).
- 1936: Gerhard Ertl, químico alemán, premio nobel de química en 2007.
- 1938: Daidō Moriyama, fotógrafo japonés.
- 1938: Leroy Hood, biólogo estadounidense.
- 1941: Peter Coyote, actor estadounidense.
- 1941: Ken Saro-Wiwa, escritor y activista nigeriano (f. 1995).
- 1942: Radu Vasile, primer ministro rumano.
- 1944: Francisco Sagasti, ingeniero industrial, investigador, escritor y político peruano, presidente del Perú entre 2020 y 2021.
- 1945: Yuri Razuváyev, ajedrecista ruso (f. 2012).
- 1946: Charles Dance, actor británico.
- 1946: Naoto Kan, político japonés.
- 1946: John Prine, cantante estadounidense.
- 1946: Ben Vereen, actor estadounidense.
- 1946: Antonio González Pacheco, policía español (f. 2020).
- 1947: Juan Emilio Cheyre, militar chileno.
- 1947: Larry Lamb, actor británico.
- 1948: Juan Falú, músico, compositor y guitarrista argentino.
- 1948: Séverine, cantante francés.
- 1948: Javier Aguirresarobe, director de fotografía español.
- 1948: Juan Gustavo Cobo, escritor y periodista colombiano (f. 2022).
- 1949: Hugo Yasky, maestro y líder sindical argentino.
- 1949: Alfonso Iturralde, actor mexicano de cine y televisión (f. 2023).
- 1951: Jeanette, cantante española de origen británico.
- 1953: Midge Ure, músico británico.
- 1953: Gus Williams, baloncestista estadounidense.
- 1954: Javier Hernández Bonnet, periodista deportivo colombiano.
- 1954: David Lee Roth, cantante estadounidense de hard rock, de la banda Van Halen.
- 1955: Philippe Lioret, cineasta francés.
- 1956: Fiona Fullerton, actriz inglesa.
- 1957: Rumiko Takahashi, mangaka (historietista) japonesa.
- 1957: Ciro Gómez Leyva, periodista  mexicano.
- 1958: Tanya Tucker, cantante estadounidense.
- 1959: Kirsty MacColl, cantante británica (f. 2000).
- 1959: Bradley Whitford, actor estadounidense.
- 1959: Marcelo Ebrard, político mexicano.
- 1960: Eric Martin, cantante estadounidense, de la banda Mr. Big.
- 1960: Karra Elejalde, actor español, cineasta y guionista español.
- 1961: Julia Sweeney, actriz estadounidense.
- 1961: Jodi Benson, actriz y cantante estadounidense.
- 1963: Anita Mui, cantante hongkonesa (f. 2003).
- 1963: Omar Fierro, actor mexicano.
- 1964: Antonio Albanese, actor italiano.
- 1965: Chris Penn, actor estadounidense (f. 2006).
- 1965: Rebecca Pidgeon, actriz estadounidense.
- 1965: Toshi, cantante japonés de la banda X Japan.
- 1966: Tony Adams, futbolista británico.
- 1966: Carolyn R. Bertozzi, química estadounidense, Premio Nobel de Química 2022.
- 1966: Luis Dorante, beisbolista y entrenador venezolano.

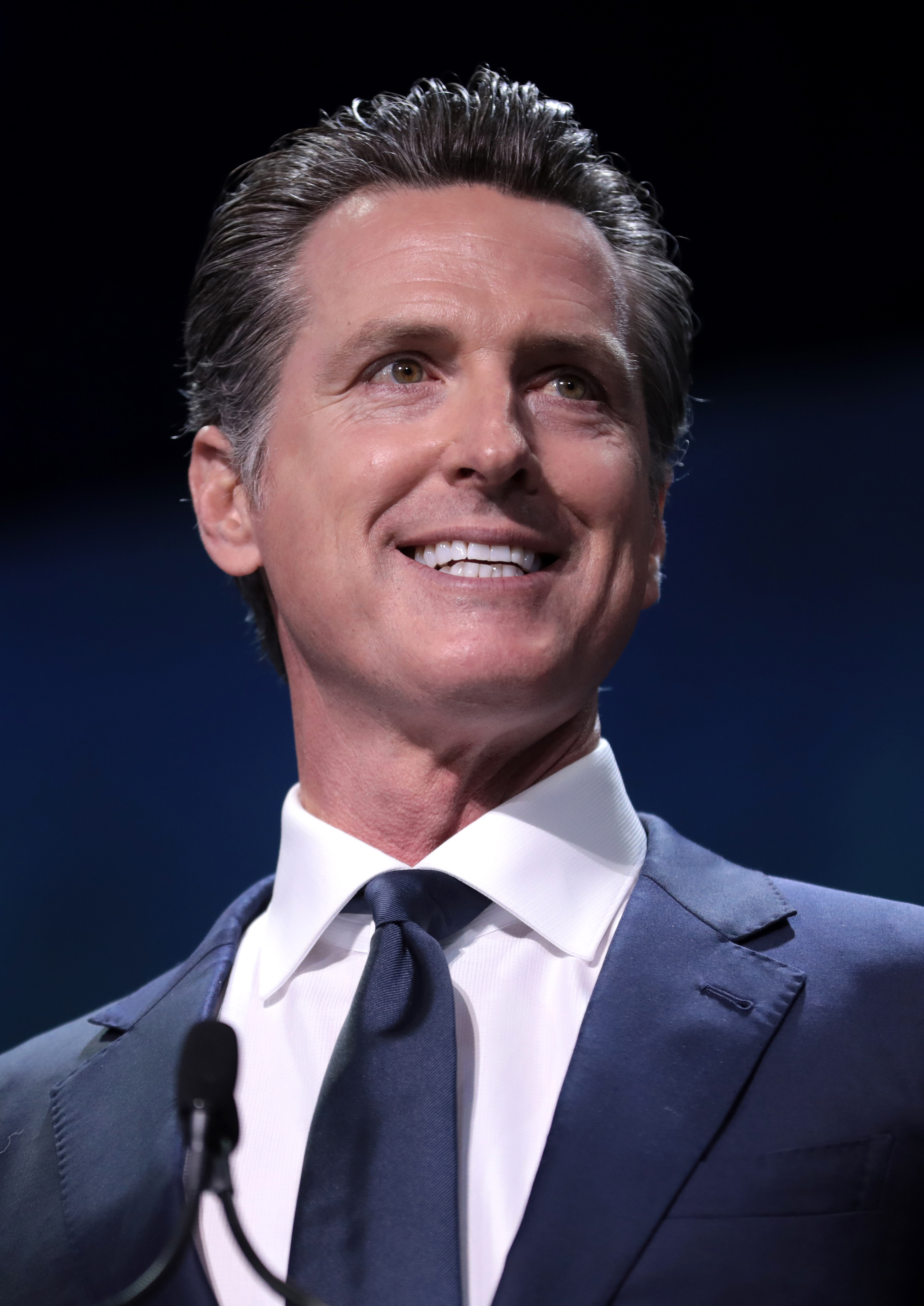
Gavin Newsom

- 1967: Thomas Muster, tenista austriaco.
- 1967: Jonathan Littell, escritor franco-estadounidense.
- 1967: Gavin Newsom, político estadounidense.
- 1969: Brett Favre, jugador estadounidense de fútbol americano.
- 1969: Wendi McLendon-Covey, actriz estadounidense.
- 1969: Francis Escudero, abogado y político filipino.
- 1970: Bai Ling, actriz estadounidense de origen chino.
- 1970: Dean Kiely, futbolista irlandés.
- 1971: Yevgueni Kisin, pianista ruso.
- 1971: Carlos Reygadas, cineasta mexicano.
- 1972: Sebastián Claro, economista chileno.
- 1973: Mario López, actor estadounidense.
- 1973: Semmy Schilt, kickboxer neerlandés.
- 1973: Vikash Dhorasoo, futbolista francés.
- 1974: Dale Earnhardt Jr., piloto de automovilismo estadounidense.
- 1974: Julio Ricardo Cruz, futbolista argentino.
- 1974: Roberto Fico, político italiano.
- 1974: Sergio Corino, futbolista español.
- 1974: Marco Chiesa, político suizo.
- 1975: Ramón Morales, futbolista mexicano.
- 1975: Ihsahn, músico noruego.
- 1976: Bob Burnquist, skateboarder brasileño.
- 1977: Clemente Cancela, periodista argentino.
- 1977: Paulina Lazareno, actriz mexicana (f. 1997).
- 1978: Jodi Lyn O'Keefe, actriz estadounidense.
- 1979: Mya, cantante estadounidense.
- 1979: Nicolás Massú, tenista chileno.
- 1981: Matteo Andreini, futbolista sanmarinense.
- 1982: Yasser Al-Qahtani, futbolista saudí.
- 1982: David Cal, piragüista español.
- 1982: Dan Stevens, actor británico.
- 1983: Lzzy Hale, cantante estadounidense de hard rock, vocalista del grupo Halestorm.
- 1983: Jelle Van Damme, futbolista belga.
- 1983: Tolga Zengin, futbolista turco.
- 1983: Nikos Spiropoulos, futbolista griego.
- 1984: Chiaki Kuriyama, actriz, cantante y modelo japonesa.
- 1984: Troy Tulowitzki, beisbolista estadounidense.
- 1984: Márcio Vieira, futbolista andorrano.
- 1985: Adrián Gabbarini, futbolista argentino.
- 1985: Marina Diamandis, cantante galesa.
- 1985: Dominique Cornu, ciclista belga.
- 1986: Vadim Demidov, futbolista letón.
- 1986: Ezequiel Garay, futbolista argentino.
- 1986: Andrew McCutchen, beisbolista estadounidense.
- 1986: Panagiotis Glikos, futbolista griego.
- 1987: Kim Kum-il, futbolista norcoreano.
- 1988: Rose McIver, actriz neozelandesa.
- 1989: Aimee Teegarden, actriz estadounidense.
- 1989: Erick Alejandro Rivera, futbolista salvadoreño.
- 1990: Alejandro Aguilar, futbolista costarricense.
- 1990: Shelby Miller, beisbolista estadounidense.
- 1990: Tunde Enahoro, futbolista nigeriano.
- 1990: Rafael Tolói, futbolista brasileño.
- 1991: Gabriella Cilmi, cantante australiana.
- 1991: Lali Espósito, actriz y cantante argentina
- 1991: Mariana Pajón, ciclista colombiana.
- 1991: Xherdan Shaqiri, futbolista suizo.
- 1991: Mohammed Al-Owais, futbolista saudí.
- 1992: Gabrielle Aplin, cantautora británica.
- 1992: Albano Aleksi, futbolista albanés.
- 1992: Paolo Simion, ciclista italiano.
- 1993: Riccardo Piscitelli, futbolista italiano.
- 1993: Ilja Dragunov, luchador ruso.
- 1993: Masato Yuzawa, futbolista japonés.
- 1994: Bae Suzy, actriz y cantante surcoreana, de la banda Miss A.
- 1994: Diego Suárez Hernández, futbolista español.
- 1994: Alessandro Golinucci, futbolista sanmarinense.
- 1995: Abu Danladi, futbolista ghanés.
- 1995: Quentin Maceiras, futbolista suizo.
- 1995: Miriam Vega, piragüista española.
- 1995: Nora Azurmendi, balonmanista española.
- 1996: Jurgen Degabriele, futbolista maltés.
- 1996: Oscar Zia, cantante sueco.
- 1996: Masaya Yoshida, futbolista japonés.
- 1996: Rudy Clavel, futbolista salvadoreño.
- 1997: Majeed Ashimeru, futbolista ghanés.
- 1997: Kieran Dowell, futbolista inglés.
- 1997: Grace Rolek, actriz estadounidense.
- 1997: Liu Hao-ran, actor y cantante chino.
- 1997: Fabricio Andrade, practicante de artes marciales mixtas brasileño.
- 1997: José Carlos Martínez, futbolista guatemalteco.
- 1997: Vinit Rai, futbolista indio.
- 1997: Vinnie Pasquantino, beisbolista estadounidense.
- 1997: Sylvain Francisco, baloncestista francés.
- 1997: Maxim Piskunov, ciclista ruso.
- 1997: Leo Rivas, beisbolista venezolano.
- 1997: Joshua Pereira, futbolista singapureño.
- 1997: Madison Julio, futbolista ecuatoriano.
- 1997: Amir Zakirov, breakdancer kazajo.
- 1998: Fabio Di Giannantonio, piloto de motociclismo italiano.
- 1998: Haruka Funakubo, yudoca japonesa.
- 1998: Makoto Okazaki, futbolista japonés.
- 1998: Anderson Cordeiro Costa, futbolista brasileño.
- 1999: José Manuel Arias Copete, futbolista español.
- 1999: João Virgínia, futbolista portugués.
- 1999: Nediljko Labrović, futbolista croata.
- 1999: Julián Brea, futbolista argentino.
- 1999: Lee Eun-saem, actriz surcoreana.
- 2000: Yang Yang, modelo y cantante taiwanés, de la banda NCT y WayV
- 2000: Aedin Mincks, actor estadounidense.
- 2000: Paty Maqueo, actriz mexicana.
- 2000: Ismael Gutiérrez, futbolista español.
- 2000: Ewoud Pletinckx, futbolista belga.
- 2001: Ferhat Saglam, futbolista liechtensteiniano.
- 2001: Giorgi Gagua, futbolista georgiano.
- 2001: Alpha Dionkou, futbolista senegalés.
- 2002: Thomas Kuc, actor brasileño.
- 2002: Paul Nebel, futbolista alemán.
- 2002: James Trafford, futbolista británico.
- 2002: Josh Giddey, baloncestista australiano.
- 2003: Rogers Mato, futbolista ugandés.
- 2003: Stalin Valencia, futbolista ecuatoriano.
- 2004: Tolgahan Sahin, futbolista austriaco.
- 2005: Liam McNeeley, baloncestista estadounidense.

## Fallecimientos
- 19: Julio César Germánico, comandante romano (n. 15 a. C.).
- 680: Husayn ibn Ali, imán chií, nieto de Mahoma (n. 626).
- 732: Abd ar-Rahman ibn Abd Allah al-Gafiqi, valí de al-Ándalus.
- 833: al-Ma'mun, califa abásida de Bagdad (n. 786).
- 1359: Hugo IV, rey chipriota (n. 1295).
- 1459: Gianfrancesco Poggio Bracciolini, humanista y clasicista italiano (n. 1380).[cita requerida]
- 1469: Fra Filippo Lippi, pintor italiano (n. 1406).
- 1531: Huldrych Zwingli, reformador suizo (n. 1484).
- 1588: Nicolás Monardes, médico y botánico español (n. 1493).
- 1659: Abel Tasman, explorador neerlandés (n. 1603).
- 1678: Amador Morcillo y Granero, venerado sacerdote (n. 1617).[cita requerida]
- 1691: Isaac de Benserade, poeta francés (n. 1613).
- 1708: David Gregory, astrónomo escocés (n. 1659).
- 1714: Pierre Le Pesant, economista francés (n. 1646).[cita requerida]
- 1720: Antoine Coysevox, escultor francés (n. 1640).
- 1723: William Cowper, canciller británico (n. 1665).
- 1725: Philippe de Rigaud Vaudreuil, gobernador general de Nueva Francia (n. 1643).[cita requerida]
- 1747: John Potter, arzobispo de Canterbury (n. 1674).[cita requerida]
- 1759: Granville Elliott, militar británico (n. 1713).[cita requerida]
- 1795: Francesco Antonio Zaccaria, teólogo e historiador italiano (n. 1714).[cita requerida]
- 1806: Luis Fernando de Prusia, aristócrata alemán (n. 1772).
- 1810: Pedro M. Jordán, aristócrata español.[cita requerida]
- 1834: Bernardino Escribano, militar argentino fundador de la ciudad de Junín (n. 1790).
- 1837: Charles Fourier, socialista utópico francés (n. 1772).
- 1846: José Manuel de Goyeneche, militar, diplomático y político español (n. 1776).
- 1856: Vicente López y Planes, escritor y presidente argentino (n. 1785).
- 1856: Mijaíl Jurjew Wielhorsky, aristócrata, músico y mecenas ruso (n. 1788).
- 1872: William H. Seward, político y abogado estadounidense (n. 1801).
- 1875: Alekséi Konstantínovich Tolstói, escritor ruso (n. 1817).
- 1876: Charles Joseph Sainte-Claire Deville, geólogo francés (n. 1814).
- 1880: Guillermo Lehmann, empresario colonizador argentino (n. 1840).
- 1913: Katsura Tarō, primer ministro japonés (n. 1848).
- 1914: Carlos I, rey rumano (n. 1839).
- 1923: Andrés Avelino Cáceres, militar, político y presidente peruano (n. 1836).
- 1927: Gustave Whitehead, inventor alemán (n. 1874).
- 1930: Adolf Engler, botánico alemán (n. 1844).
- 1936: Orfilia Rico, actriz uruguaya (n. 1871).
- 1939: Eleanor Rigby, persona que inspiró una canción de The Beatles (n. 1895).
- 1940: Berton Churchill, actor canadiense (n. 1876).
- 1941ː Mijaíl Petrov, militar soviético (n. 1898)
- 1944: Antoni Utrillo, pintor español (n. 1867).
- 1957: Karl Genzken, médico alemán, oficial de la Waffen-SS (n. 1885).[cita requerida]
- 1963: Édith Piaf, cantante francesa (n. 1915).
- 1964: Eddie Cantor, cantante estadounidense (n. 1892).
- 1964: Heinrich Neuhaus, pianista soviético (n. 1888).
- 1966ː Charlotte Cooper, tenista británica (n. 1870)
- 1970: Édouard Daladier, político francés (n. 1884).
- 1971: John Cawte Beaglehole, historiador neozelandés (n. 1901).[cita requerida]
- 1971: Norma Fontenla, bailarina argentina (n. 1930).
- 1971: José Neglia, bailarín argentino (n. 1929).
- 1973: Ludwig von Mises, economista austriaco (n. 1881).
- 1974: Liudmila Pavlichenko, francotiradora soviética (n. 1916).
- 1976: Silvana Armenulic, cantante yugoslavo (n. 1939).[cita requerida]
- 1979: Christopher Evans, psicólogo y programador británico (n. 1931).
- 1982: Jean Effel, pintor y periodista francés (n. 1908).[cita requerida]
- 1983: Ralph Richardson, actor británico (n. 1902).
- 1984: Maricruz Olivier, actriz mexicana (n.1935).
- 1985: Yul Brynner, actor ruso-estadounidense (n. 1920).
- 1985: Orson Welles, actor y cineasta estadounidense (n. 1915).
- 1986: Gleb Wataghin, fisiólogo ucraniano (n. 1899).
- 1987: Carlos Ancira, actor mexicano (n. 1929).
- 1990: Carlos Thompson, actor argentino (n. 1923).
- 1991: Pío Cabanillas, político español (n. 1923).
- 1991: Nazario S. Ortiz Garza, político mexicano (n. 1893).
- 1993: Horacio Taicher, actor argentino (n. 1955).
- 1994: Nola Luxford, actriz y emisora neozelandesa-estadounidense (n. 1895)
- 1995: Juan Manuel Soriano, periodista y actor español (n. 1920).
- 1996: Osiris Rodríguez Castillos, poeta y compositor uruguayo (n. 1925).
- 1999: Leopoldo Castedo, historiador español-chileno (n. 1915).
- 2000: Sirimavo Bandaranaike, política ceilanesa (n. 1916).
- 2000: Ferenc Farkas, compositor húngaro (n. 1905).
- 2001: Vasily Mishin, diseñador de cohetes soviético (n. 1917).
- 2002: Teresa Graves, actriz estadounidense (n. 1948).
- 2003: Eugene Istomin, pianista estadounidense (n. 1925).
- 2004: Christopher Reeve, actor estadounidense (n. 1952).
- 2004: Arthur H. Robinson, cartógrafo estadounidense (n. 1915).
- 2004: Maurice Shadbolt, escritor neozelandés (n. 1932).[cita requerida]
- 2005: Milton Obote, presidente ugandés (n. 1925).
- 2007: Juan Manuel Lozano Mejía, físico mexicano (n. 1929).
- 2007: Francisco del Carmen García Escalante, artista travesti mexicano (n. 1958).
- 2009: Luis Aguilé, cantante hispano-argentino (n. 1936).[4]
- 2009: Stephen Gately, cantante y actor irlandés (n. 1976).
- 2010: Solomon Burke, músico de soul estadounidense (n. 1940).[5]
- 2010: Ricardo Doménech, escritor español (n. 1938).
- 2010: Joan Sutherland, soprano australiana (n. 1926).
- 2010: Marcelino Vergara, pelotari español (n. 1943).
- 2010: Adán Martín, político español (n. 1943).
- 2011: Milton Castellanos Everardo, político mexicano (n. 1920).
- 2012: Alex Karras, jugador de fútbol americano, luchador profesional y actor estadounidense (n. 1935).
- 2012: Amanda Todd, joven canadiense suicida (n. 1996).
- 2013: Scott Carpenter, astronauta estadounidense (n. 1925).
- 2013: Daniel Duval, actor, guionista y cineasta francés (n. 1944).
- 2013: Joseph Gomer, piloto estadounidense (n. 1920).
- 2014: Damiana Eugenio, escritora filipina (n. 1921).
- 2014: Ernesto Vela, político e jurista colombiano (n. 1919).
- 2015: Richard Heck, químico estadounidense (n. 1931).
- 2016: Carlos Roose Silva, caricaturista peruano. (n. 1929).
- 2016: Fausto Cabrera, actor, director y escritor hispano-colombiano. (n. 1924).
- 2016: Gonzalo Vega, actor mexicano (n. 1946).
- 2017: Margarita Prieto Yegros, escritora y poeta paraguaya (n. 1936).
- 2018: Mary Midgley, filósofa y escritora británica (n. 1919).
- 2019: Ugo Colombo, ciclista italiano (n. 1940).
- 2019: Trinidad Morgades Besari, intelectual y escritora ecuatoguineana (n. 1931).
- 2020: Afgan Abdurahmanov, militar azerí (n. 1976).
- 2021: Abdul Qadir Khan, físico, ingeniero, académico, metalúrgico, físico teórico y físico nuclear paquistaní (n. 1936).
- 2021: Luis de Pablo, compositor español (n. 1930).
- 2021: Ruthie Tompson, entintadora, animadora, camarógrafa y supercentenaria estadounidense (n. 1910).

## Celebraciones
- Día Mundial de la Salud Mental.[6]

- Día Mundial contra la Pena de Muerte.[6]

- Día Internacional del Repartidor de Periódicos.[7]

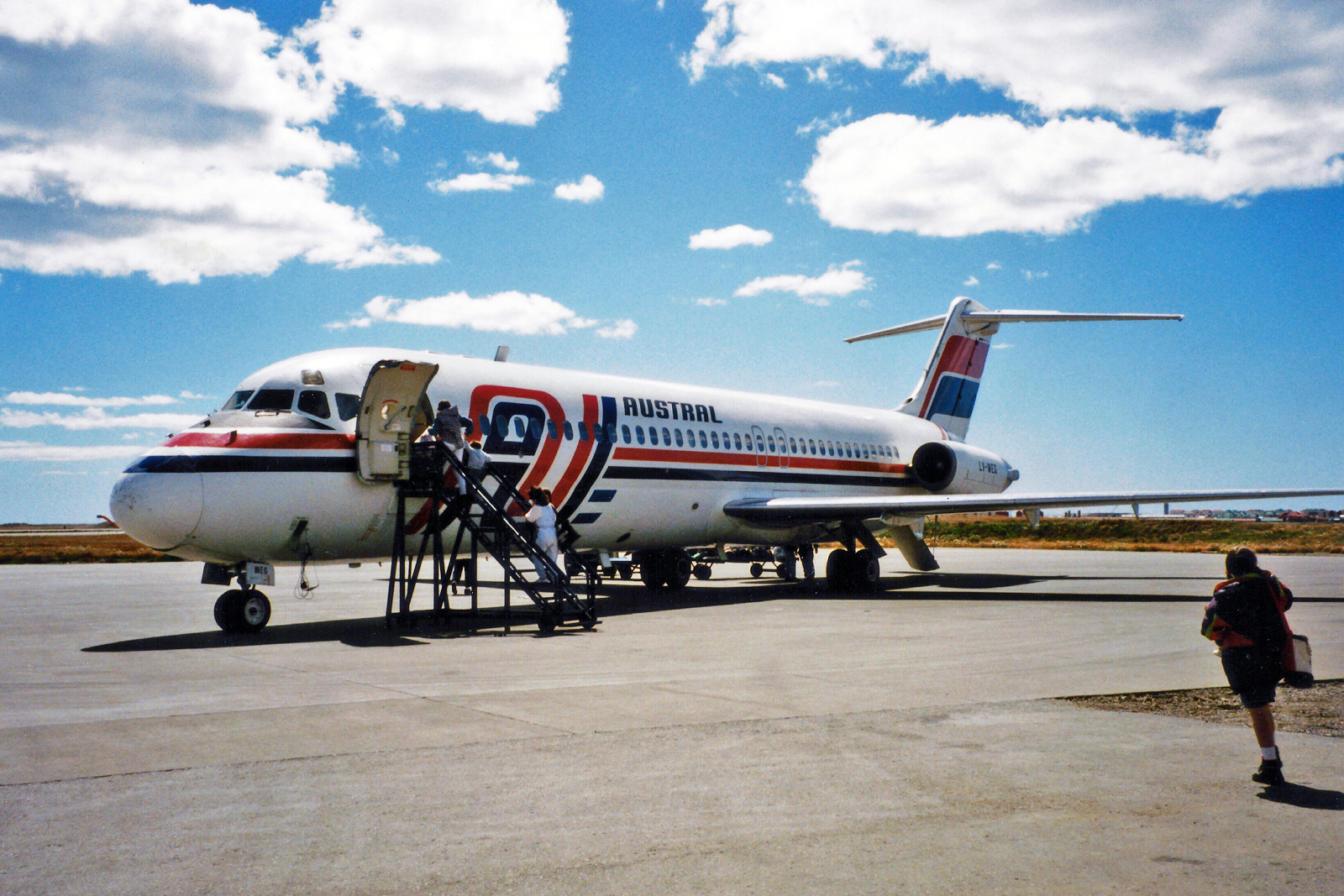
LV-WEG, el avión involucrado en el mayor accidente aéreo de la historia aeronáutica argentina.

- Día Mundial del Porridge.[8]

Compartidas
- Uruguay y  Argentina:
  -   Recordación y conmemoración de las 74 víctimas de la tragedia del  Vuelo 2553 de Austral Líneas Aéreas.[9] Accidente ocurrido en 1997 en Nuevo Berlín (Uruguay), cuando un avión DC-9-32 de Austral Líneas Aéreas se estrella y explota, matando a todos sus ocupantes. La aeronave de cabotaje despegó ese día del Aeropuerto Internacional de Posadas "Libertador General José de San Martín" con destino a Aeroparque Jorge Newbery (Argentina). La mayoría de los pasajeros eran oriundos de la provincia argentina de Misiones.[10]

 Por países
(Por orden alfabético)
- Argentina:
  - Día Nacional de la Danza.[11] En honor a los nueve bailarines del Teatro Colón que murieron en un accidente aéreo el 10 de octubre de 1971.[6]
  - Día Nacional del Técnico y de la Educación Técnica.[12] Aniversario de la puesta en vigencia del plan de estudio para las carreras de Mecánica, Química y Maestro Mayor de Obras, solicitado por el Ingeniero Otto Krause, en el año 1898 para el Departamento Industrial. Este hecho permitió la apertura de una nueva etapa para los profesionales que alcanzó su máxima jerarquización en el año 2005, al sancionarse la Ley Nacional de Educación Técnica.
  - Día del Industrial Panadero.[6] En honor a San Honorato de Amiens, el Patrono de los Panaderos, quien curiosamente tiene reservado como Día en el Santoral católico el 16 de mayo (falleció en esa fecha de alrededor del año 650).
  - Día de la Industria Aeronáutica.[6] El 10 de octubre de 1969, por Decreto Nº 6302/69, se instituye este día en recuerdo de la fecha de 1927 en que fue creada la Fábrica Nacional de Aviones y Motores e Instituto Aeronáutico, en la provincia de Córdoba.
  -  Día del Aspirante de la Escuela de Suboficiales de la Fuerza Aérea Argentina. En esta fecha de 1945, egresó la primera promoción de aspirantes de la primera promoción de la Escuela de Especialidades (actual Escuela de Suboficiales de la Fuerza Aérea) con el grado de cabo mayor. (Resolución Nº 998 – BAR Nº 75).
    -  Misiones: 
      - Día Provincial del Técnico de Laboratorio.[13] Fue declarado por Ley Nº VI-251 de la Cámara de Representantes, en octubre de 2020. Actualmente en la provincia cerca de 400 técnicos ejercen entre el sistema público y privado de la salud.[14]

- Bolivia:
  - Día de la Democracia Boliviana.

- Corea del Norte:
  - Día de la Fundación del Partido.

- Cuba:
  - Día de la Independencia.

- Ecuador:
  - Día del Bombero Ecuatoriano.

- El Salvador:
  - Día del Psicólogo Salvadoreño.[15]

- Estados Unidos:
  - Día Nacional de la Decoración de Pasteles.
  - Día Nacional del Abrazo al Baterista.
(en inglés: Hug a Drummer Day).

- Fiyi:
  - Día de la Independencia.

- Finlandia:
  - Día de la Literatura Finlandesa.

- Japón:
  - Día del Deporte.

- México:
  - Día Nacional de las Cactáceas.[16] Existen alrededor de 1400 especies de cactáceas en el mundo de las cuales 669 son mexicanas y 518 endémicas de este país.

- Perú:
  - Día Nacional de la Obstetra Peruana.

- República de China:
  - Día Doble Diez.

- Sri Lanka:
  - Día del Ejército.

- Vietnam:
  - Día de la Liberación de la Capital.

### Santoral católico
- Santo Tomás de Villanueva.[17]
- San Cerbonio de Populonia.
- San Claro de Nantes.
- San Daniel Comboni (imagen).

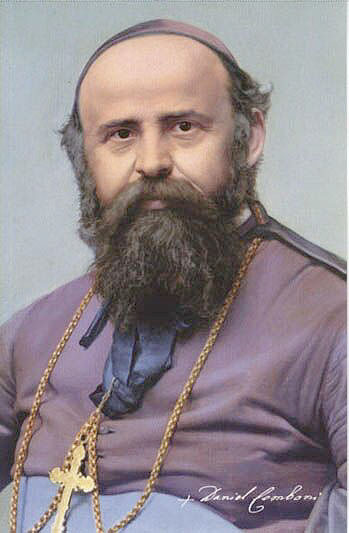
San Daniel Comboni, misionero y sacerdote católico italiano que fue obispo de África Central.

- San Daniel Fasanella y compañeros, martyres.
- Santos Eulampia y Eulampio de Nicomedia.
- San Gereón y compañeros.
- San Juan de Bridlington.
- San Paulino de Rochester.
- San Pinito de Cnosos.
- Santa Tanca de Ramerude.
- Santa Telquilde de Jouarre.
- Beata Ángela María Truszkowska.
- Beato Eduardo Detkens.
- Beato León Wetmanski.